# Jana Dušková
Jana Dušková (* 22. října 1952 Praha) je česká stomatoložka.

## Život
Narodila se v říjnu 1952 v Praze. V mládí vystudovala stomatologii na FVL UK. Ihned po promoci nastoupila do Výzkumného ústavu stomatologického, který se v 90. letech zařadil pod Všeobecnou fakultní nemocnici v Praze a 1. lékařskou fakultu Univerzity Karlovy a od roku 2002 nesl název Ústavu klinické a experimentální stomatologie. V roce 2000 se na 1. LF UK habilitovala a jen několik let poté byla jmenována profesorkou stomatologie. V letech 2001 až 2014 působila jako přednostka výše uvedeného stomatologického ústavu. V roce 2005 se stala proděkankou 1. LF UK pro zubní lékařství. V letech 2008 až 2018 pracovala jako šéfredaktorka časopisu Česká stomatologie.
V roce 2017 jí byl udělen čestný titul České stomatologické komory Osobnost české stomatologie. V lednu 2018 jí byla rovněž udělena Zlatá medaile Univerzity Karlovy.

### Kandidatura do Senátu
V senátních doplňovacích volbách v roce 2014 kandidovala jako nestranička za hnutí ANO v senátním obvodu č. 22 – Praha 10. Se ziskem 15,59 % hlasů skončila na druhém místě a postoupila tak do druhého kola voleb. V něm se utkala s Ivanou Cabrnochovou, která Duškovou nakonec těsně porazila se ziskem 50,91 % hlasů. Ještě před konáním druhého kola nicméně podala stížnost k Nejvyššímu správnímu soudu kandidátka za TOP 09 a STAN Renata Sabongui, která se snažila výsledek voleb zneplatnit. Sabongui totiž získala o pouhých 5 hlasů méně než Dušková, která tak do druhého kola voleb postoupila jen velmi těsně. Nejvyšší správní soud ale stížnost zamítnul.